# Brasnorte
Brasnorte este un oraș în Mato Grosso (MT), Brazilia.